# Florian Froehlich
Florian Froehlich (* 17. Dezember 1959 in Pfäffikon) ist ein zeitgenössischer Schweizer Künstler, der sich in Malerei, Skulptur, Glasfenstern und Installationen ausdrückt.

## Leben und Wirken

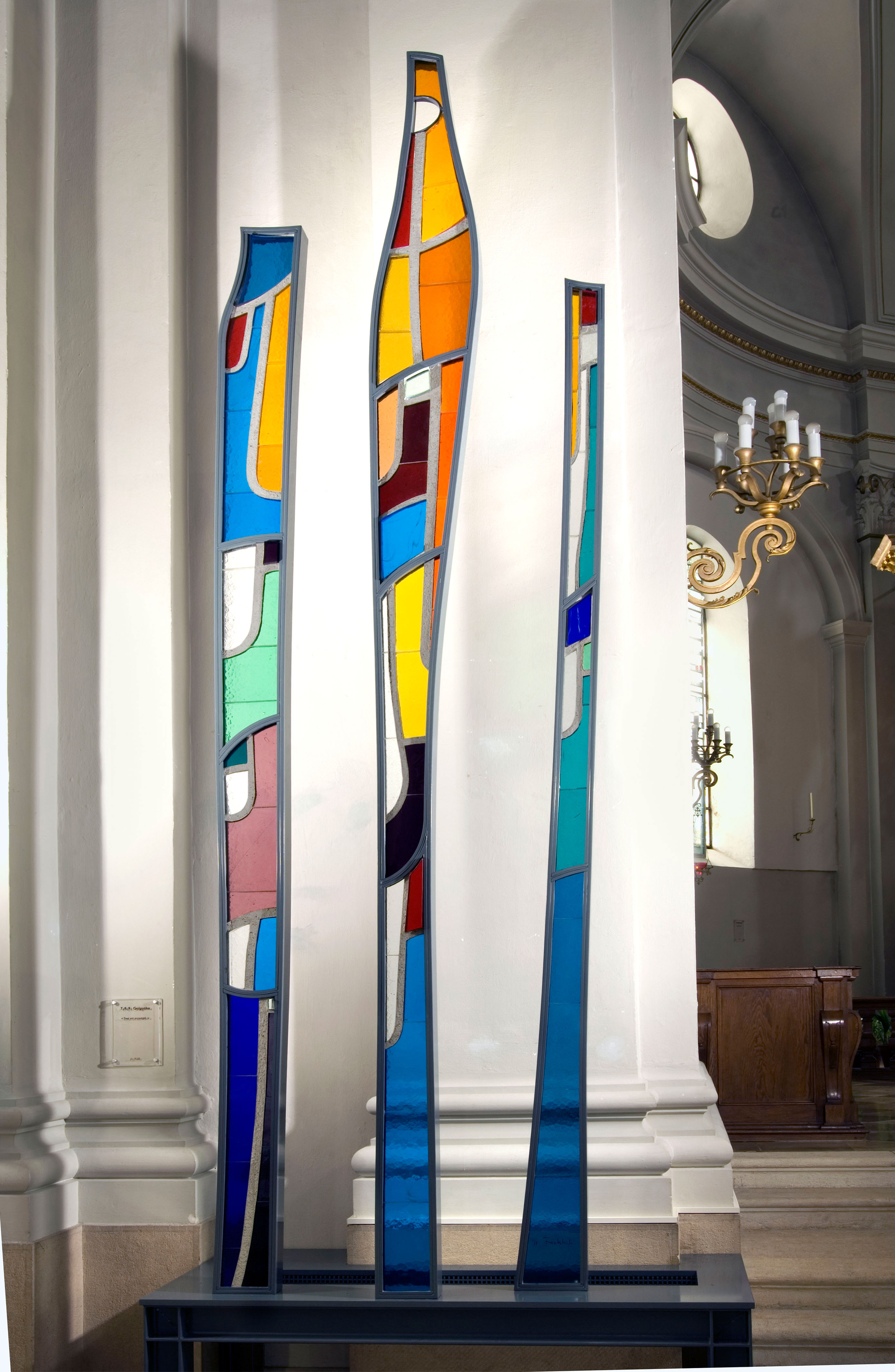
Golgotha – Stained glass and steel sculptures, 400 cm. Back-lighting with 2000 W. Part of the Saignelégier project.

Florian Froehlich war zu Beginn seiner künstlerischen Tätigkeit von den Malern der École de Paris beeinflusst, darunter Maurice Estève, Charles Lapicque und Nicolas de Staël, deren Werke er durch seinen Onkel, den Zürcher Kunsthändler Peter Nathan kennenlernte. 1996 schloss Froehlich das Medizinstudium an den Universitäten Zürich und Lausanne ab. Seine zunehmende künstlerische Tätigkeit entwickelte sich parallel zu seinem Berufsleben.
Seit 1996 lebt und arbeitet er in Porrentruy im Schweizer Jura. Seine lange Freundschaft mit dem Schweizer Künstler Jacques Minala brachte ihn zur Glaskunst. Seit 2003 ist er Mitglied der Schweizerischen Glaskünstlervereinigung Verarte.ch was zu mehreren Gruppenausstellungen im Nationalen Glaskunstmuseum Vitromusée in Romont führte, so im Jahr 2009.
Von 2003 bis 2009 arbeitete Florian Froehlich an einem grossen Kirchenfensterprojekt für die katholische Kirche in Saignelégier (Schweizer Jura), den Stelen von Saignelégier, die ab 2008 mit Unterstützung der Schweizerischen Eidgenossenschaft in einjähriger Bauzeit ausgeführt wurden, in enger Zusammenarbeit mit dem Buntglasmeister Roland Béguin und dem Kunstschlosser JP Scheuner und unter Anwendung experimenteller Techniken.
Das Konzept der Glasstelen aus Dallglas zeichnet sich durch eine neuartige Technik aus: Sie erhalten das Licht dieser Kirche, indem sie dreidimensional bloss einen kleinen Teil der Fensterfläche belegen. Im Allgemeinen wird bei Glasfenstern kein Kunstlicht verwendet. Froehlich integriert dagegen auch künstliches Licht: die Golgotha-Gruppe, drei grosse Stelen in der Mitte der Kirche, werden nachts mit über 2000 Watt rückbeleuchtet. Jede der 21, vier Meter hohen Stelen wird von einem Bibelzitat begleitet kommentiert vom Priester Bernard Miserez. Die Stelen von Saignelégier sind ein neuartiger Beitrag zur zeitgenössischen sakralen Glaskunst.
Gelegentlich spielt Froehlich in seiner Kunst auf aktuelle Themen an, so etwa die Jura-Etappe der Tour de France 2012. Für letztere installierte er zahlreiche auf Holzlatten spazierende Skulpturen und ein altes staubiges Fahrrad mit dem Titel Finishing line. Die Installation war während 24 Stunden ausgestellt, am 8. Juli 2012. Froehlichs Arbeiten wurden an der Berliner Liste 2012  gezeigt.
Seit 2010 arbeitet Froehlich regelmässig mit der Achtzig – Galerie für zeitgenössische Kunst in Berlin zusammen. Die Galeristin Diana Achtzig kuratierte im Dezember 2013 eine Einzelausstellung von Froehlich mit dem Thema „Welttheater-Theaterwelt“, welche im Beisein eines Vertreters der Schweizer Botschaft in Berlin eröffnet wurde. Ein Buch mit demselben Titel wurde vom Verlag Editions le Renard par la Queue in Lausanne publiziert, unter der Leitung des Schriftstellers Ferenc Ràkóczy mit Texten des Schweizer Journalisten José Ribeaud und einem zeitgenössischen Art-Design von Chloé Donzé. Florian Froehlich konzentriert sich gegenwärtig auf das Thema des menschlichen Wesens, und des Zusammenspiels zwischen Individuum und Massen. Er kreiert dabei eine Art Mikrokosmos in Form von Mikroskulpturen, auf Gemäldeskulpturen und Skulpturgemälden.
Ende 2013 hatte Froehlich die völlig neuartige Idee Mikroskulpturen in Uhren zu integrieren. Die Idee wurde offiziell einem Parkett von Schweizer Uhrenherstellern internationalen Formats im Rahmen einer Ausstellung nahegebracht, mit der Unterstützung von Pascal Bourquard und BIWI.
Seit 2015 verlässt Froehlich zunehmend die Massen und widmet sich mehr dem Individuum. Er tut dies über Meisterzeichnungen der Renaissance. Während zwei Jahren zeichnet er ausschliesslich. Er inspiriert sich von einer Zeichnung, vergrösser sie, wandelt sie um, manchmal von einem Detail ausgehend. Daraus entstehen Werke die weit und frei wirken. Vor Farben hat Froehlich keine Angst, selbst nicht vor Pink und Fluo. Er wendet dabei zahlreiche Techniken an: Bleistift, Kohle, Kreide, Pastell, Aquarell, Collagen Acryl und Enkaustik, eine alte Technik mit Bienenwachs. Der Geist der Renaissance ist überall: das geistige Abenteuer des Humanismus, die Beherrschung der Perspektive des menschlichen Körpers und die Magie der Schönheit. Froehlich entstaubt sozusagen die Renaissance in einer völlig neuartigen und sehr zeitgenössisch-modernen Weise.
Eine zentrale Figur ist dabei die biblische Person von Haman. Ausgehend von einer kleinen Zeichnung von Bartolomeo Passarotti der dieses Thema in der Sixtinischen Kapelle von Michelangelo abgezeichnet hatte. Diese kleine Zeichnung viel in die Hände von Peter Paul Rubens ein Jahrhundert später: Rubens hat die Zeichnung eigenhändig überarbeitet (ref). Welche Freiheit dass Künstler sich gegenseitig so beeinflussen. Pierre Hügli, Herausgeber der Kunstzeitschrift ph arts, schreibt zu Froehlichs Arbeiten: «Aber wer unter den zeitgenössischen Künstlern begeistert sich für alte Meisterzeichnungen die in Kunstkabinetten konserviert werden, um diese dann als Ausgangspunkt für eine neuartiges Werk zu machen?»
Im Herbst 2018 findet die Einzelausstellung «Magie der Renaissance» statt (Fondation Anne et Robert Bloch, Delémont). Zwei Konzerte umrahmen die Ausstellung, unter anderem mit Werken von Friedrich Theodor Froehlich (1803–1936), romantischer Schweizer Komponist und Freund von Franz Schubert, ein Urahne von Florian Froehlich.
Die Arbeit von Froehlich wirkt frei und kohärent. Seine Werke laden zugleich ein zur Freude des Sehens und zur Kontemplation. Im Herbst 2020 findet im Centre Saint-François in Delémont eine grosse Einzelausstellung statt: Zwischen Himmel und Erde («entre Ciel et Terre»). Die Ausstellung dauert symbolisch 365 Tage. Der Künstler machte die accrochage am 4. März 2020, aber die Vernissage vom 14. März 2020 wird infolge des COVID-19 annulliert. Sechs Monate verstreichen bis zur Vernissage des 19. September 2020. Die COVID-Pandemie inspiriert den Künstler: Schutzmasken und Latex-Handschuhe, Mittel des Kampfes gegen das Virus, erscheinen plötzlich in den neuesten Arbeiten wie z. B. der COVID Christ. Dieses zugleich provokative und spirituelle Gemälde trägt eine Botschaft der Hoffnung in sich. Ein sehr aktuelles Thema.
Ausstellungen

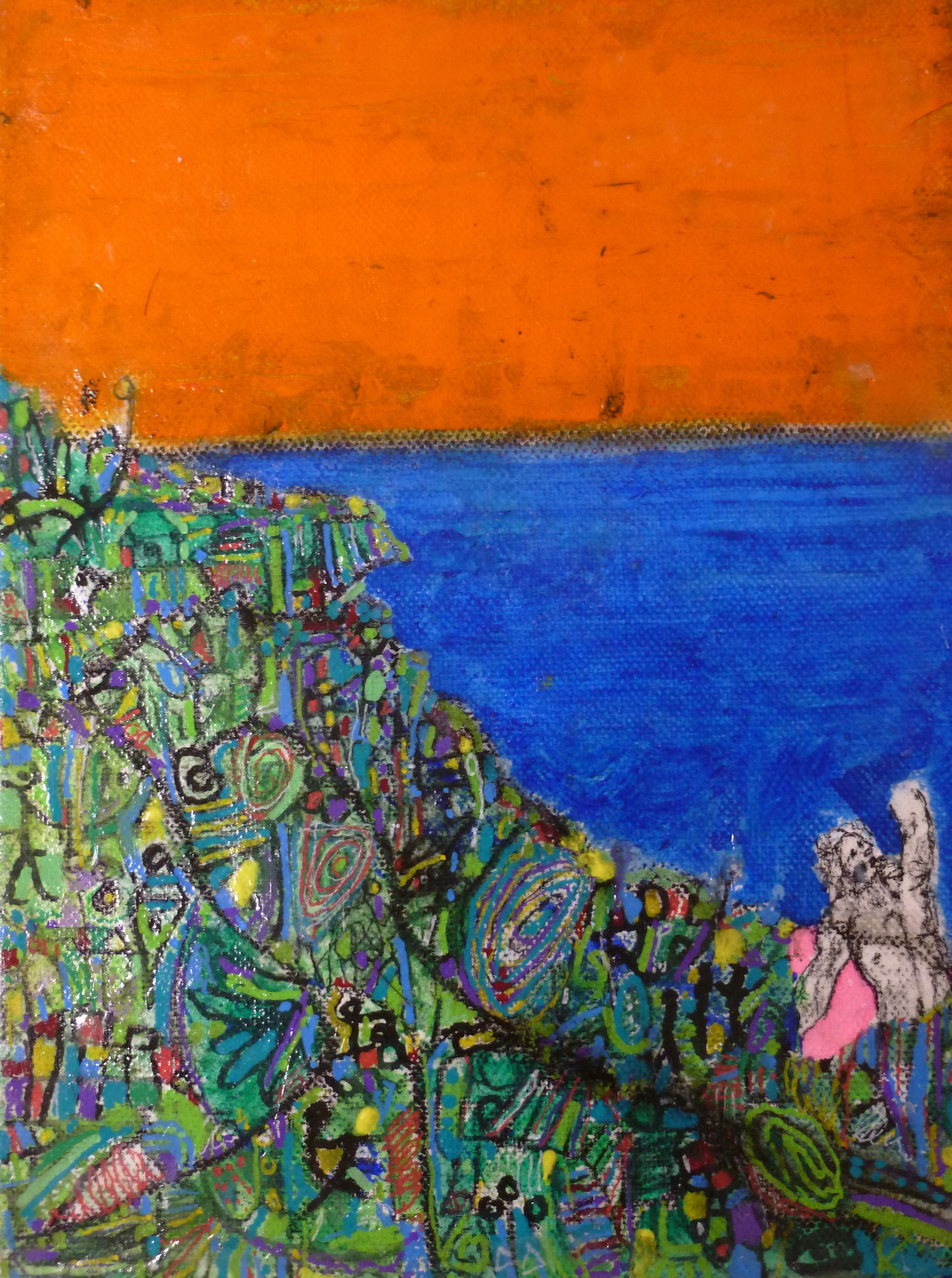
Permacosonis (Acores landscape), 2024, painting, 18 x 24 cm. mixed technic and polish

Seit 2021 wird der Park der Residenz aus dem 19. Jahrhundert, der Villa Dubail-Burrus, die Florian Froehlich mit seiner Frau Isabelle und seiner Familie bewohnt, restauriert. Das vom französischen Barock inspirierte Gebäude und sein weitläufiger Park dienen ihm regelmäßig als Inspiration für seine Malerei. Villa Dubail-Burrus wird Mitglied von Domus Antiqua Helvetica, dem Schweizer Eigentümerverband historischer Residenzen.
Im Jahr 2022 installierte Froehlich für seinen 2019 verstorbenen Schwiegervater Claude Duthé eine sehr kraftvolle Buntglasinstallation auf dem Friedhof von Porrentruy, die er „fluxus vitae“ nennt: Mit dieser Kreation widersetzt er sich der Tradition eines Friedhofs und feiert den Tod durch das Leben. Wie die Saignelégier-Stelen führte er diese Arbeit in enger Zusammenarbeit mit der Glasmalereiwerkstatt Béguin in St. Croix und den Schlossern J. Pierre und Marianne Scheuner aus. Eine metallische Spirale in Ultramarinblau entspringt dem rosa Marmor Portugals, windet sich im Raum, umarmt zärtlich ein Gesicht aus farbigemDallglas und verliert sich dann weiter, in der Unendlichkeit. Für die Grabtafel wird halbtransparenter iranischer rosa Onyx verwendet. Fluxus vitae wird zum Familiengrab.

## Ausstellungen

### Einzelausstellungen

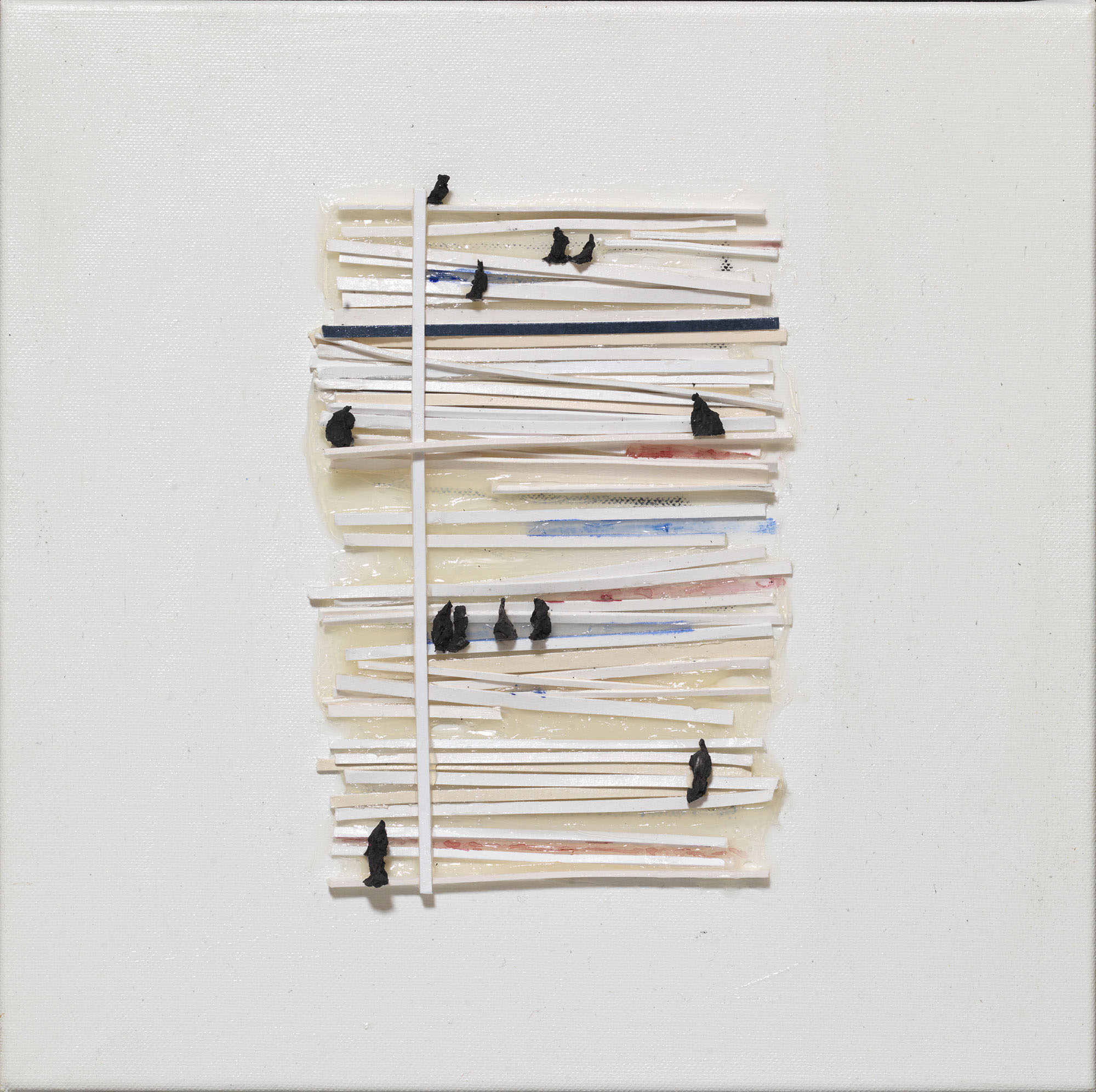
Life score – Sculpture, mixed media, cardboard. Canvas 30 × 30 cm

- 2020/2021 (365 Tage): Zwischen Himmel und Erde. Centre Saint-François, Delémont (JU).
- 2018: Magie der Renaissance. Fondation Anne et Robert Bloch (FARB), Delémont (JU).
- 2013: World Theatre-Theatre World, Achtzig – Galerie für zeitgenössische Kunst, Berlin (Dezember 2013)
- 2012: Tour de France, Jura-Etappe vom 8. Juli 2012: “Finishing Line” ; Installation mit multiplen Skulpturen und einem alten Fahrrad. Ausstellung für 24 Stunden.[9]
- 2007: Galerie FARB, Delémont, Schweiz[1]
- 2005: Galerie du Solstice, Yverdon/Treycovagnes, Schweiz
- 2004: Galerie du Solstice, Yverdon/Treycovagnes, Schweiz
- 2003: Galerie Catherine Clerc, Lausanne[18]
- 2002: Galerie Paul Bovée, Delémont, Schweiz[2]
- 1998: Galerie Courant d’Art, Chevenez, Schweiz;[19] Galerie Paul Bovée, Delémont,[20]
- 1997: Galerie Pingeot-Gerbi, Paris; Galerie Catherine Clerc, Lausanne
- 1994: Galerie Catherine Clerc, Lausanne
- 1993: Galerie de l’Evole99, Neuchâtel
- 1992: Fondation du Grand-Cachot-de-Vent, Vallée de La Brévine, Schweiz
- 1991: Galerie Jasmin, Zurich, Schweiz; Galerie Black, Lausanne
- 1989: Galerie Jasmin, Zürich

### Gruppenausstellungen

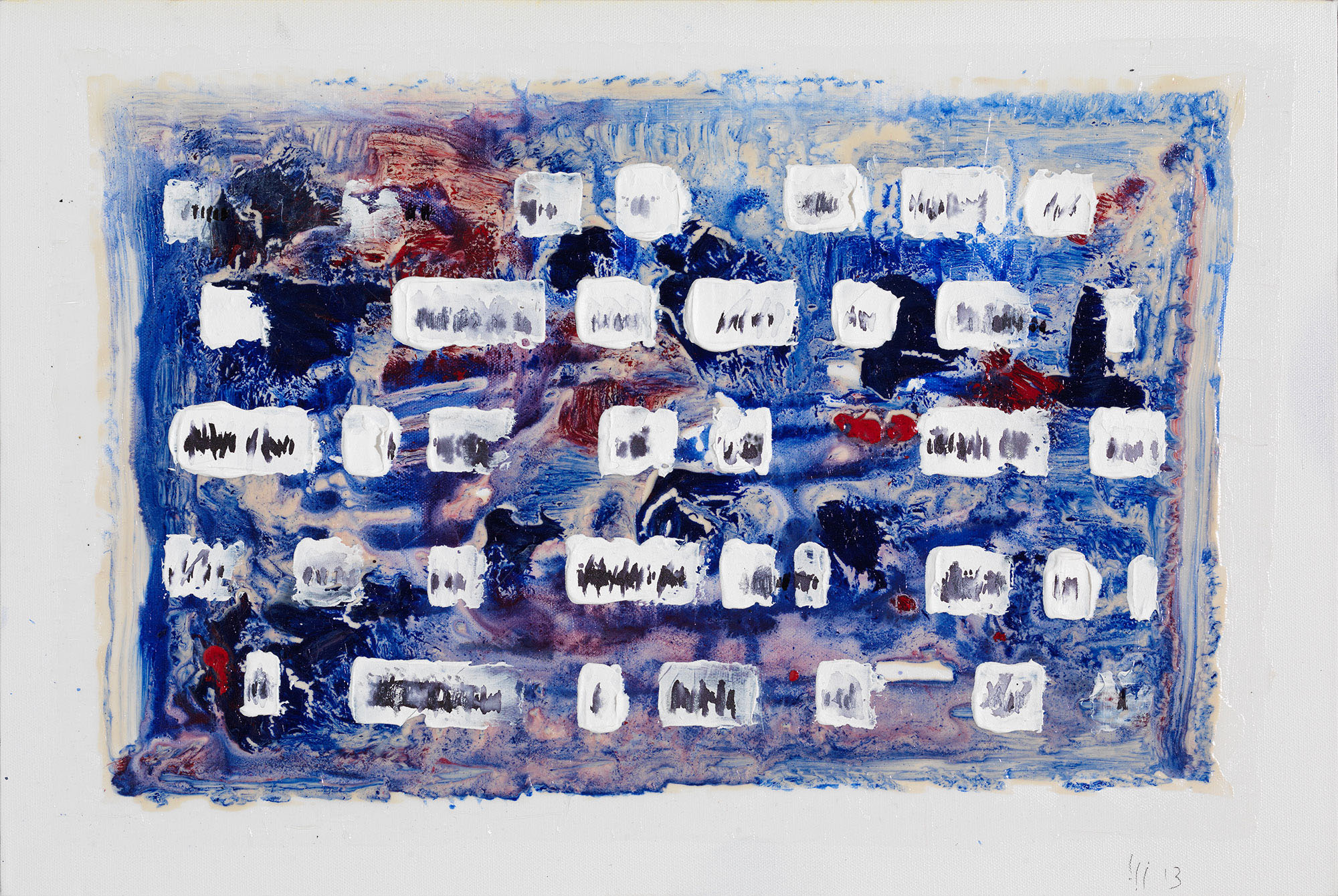
Lives in parallel – Mixed media and ink. Canvas, 40 × 60 cm

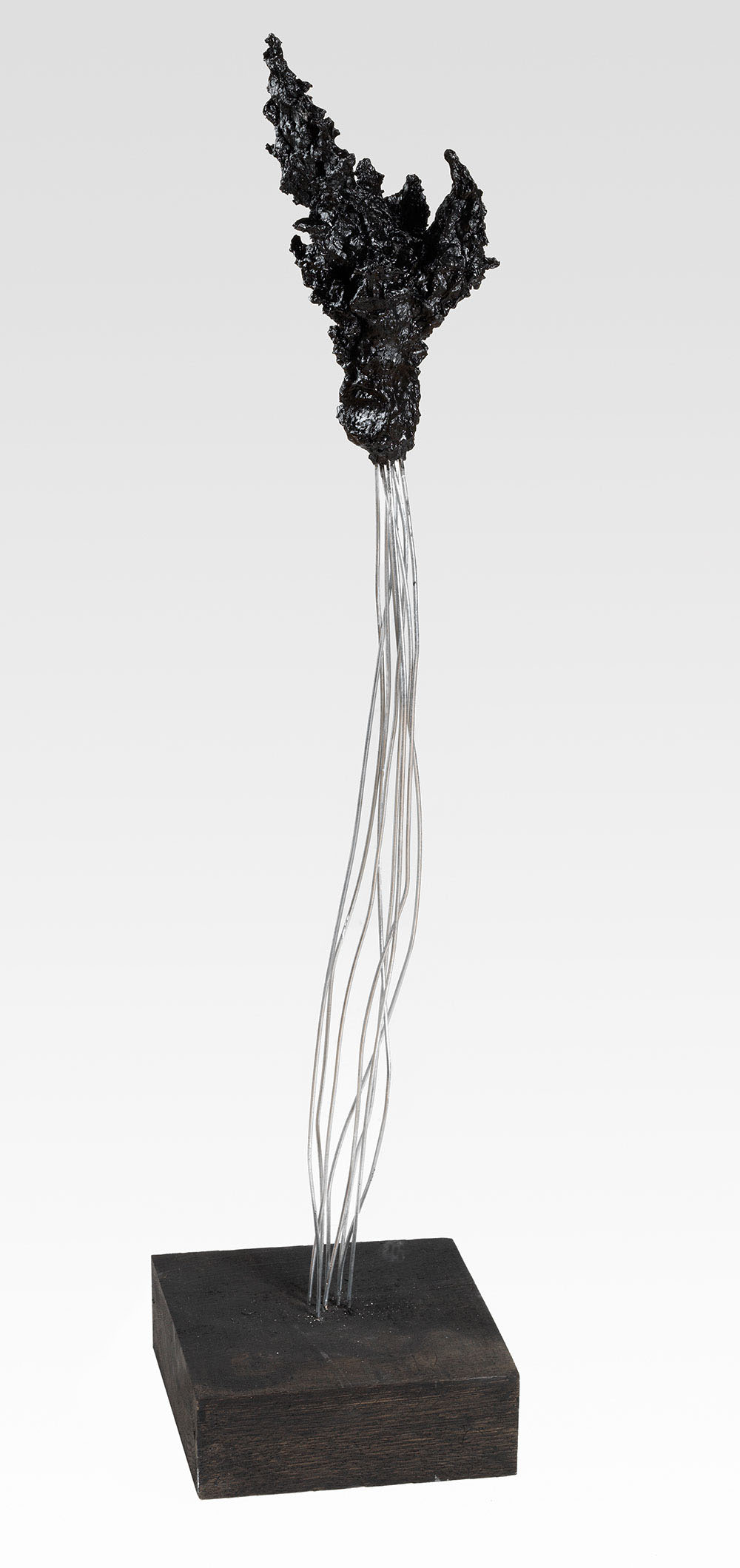
Human grape – Sculpture on wires. 19 × 82 cm

- 2023: Galerie Café du Soleil, Saignelégier, 26.11.23-14.1.24
- 2023: Biennale der Société des Peintres et Sculpteurs Jurassiens SPSJ
- 2021: Biennale der Société des Peintres et Sculpteurs Jurassiens SPSJ
- 2019: Biennale der Société des Peintres et Sculpteurs Jurassien SPSJ
- 2017: Biennale der Société des Peintres et Sculpteurs Jurassien SPSJ
- 2015: Biennale der Société des Peintres et Sculpteurs Jurassien SPSJ
- 2015: Galerie Dukan Contemporary Art, Leipzig
- 2013: MicroArt: Ausstellung von Werken mit der Idee einer Anwendung von Mikroskulpturen in der Uhrenindustrie. Pleujouse, 29. Oktober 2013[13]
- 2013: Galerie FARB, Delémont
- 2011–2013: Achtzig Gallery for Contemporary Art, Berlin
- 2010: Achtzig – Galerie für zeitgenössische Kunst, Berlin, Ausstellung City Landscapes
- 2009: Swiss Museum of Stained Glass and Glass Art, Romont (Vitromusée), Romont. Verarte.ch Ausstellung; Galerie Meisterschüler, Berlin
- 2007: Galerie Art Service, Château d’Eguilly, Eguilly, Frankreich; Galerie Bleu de Chine, Fleurier, Schweiz
- 2006: Dauerausstellung: Galerie Alain Aubry, Paris
- 2005: Verarte.ch: Ausstellung Glasmalerei, Elisabethenkirche, Basel
- 2004: Exposition au Musée suisse du vitrail et des arts du verre, Verarte.ch, Romont
- 2002: Einladung zur Schweizer Nationalausstellung Expo 02: Kunstmuseum, La Chaux-de-Fonds
- 1998: Centre d’Art en Face, Porrentruy, Schweiz
- 1994: 120 artistes jurassiens, Delémont
- 1992: Galerie 67, Bern